# Spostato di un secondo (album)
Spostato di un secondo è un album del cantautore italiano Marco Masini, pubblicato il 10 febbraio 2017 da Sony Music.
Il primo singolo ad essere estratto dall'album è il brano omonimo, che è stato presentato l'8 febbraio durante il Festival di Sanremo 2017, posizionandosi al 13º posto.
L'album ha debuttato alla posizione numero 6 della classifica dei dischi più venduti in Italia.
È l'undicesimo album in studio del cantautore toscano, caratterizzato da uno stile più vicino all'elettropop contemporaneo rispetto al classico pop-rock dei lavori precedenti. Ci sono inoltre collaborazioni inedite per l'artista, che a seguito della separazione artistica con il paroliere Giuseppe Dati ha iniziato ad allargare i propri orizzonti: tra gli autori sono presenti - oltre a Masini stesso e al tastierista del suo gruppo Antonio Iammarino - il produttore dell'album Diego Calvetti, Federica Camba e Daniele Coro (che avevano già scritto Che giorno è due anni prima), Emiliano Cecere, Oscar Angiuli e il cantautore Zibba. È presente inoltre la cover presentata alla terza serata della manifestazione sanremese, Signor tenente, tributo all'amico Giorgio Faletti, eseguita anch'essa in versione elettropop.
Il 31 marzo viene lanciato in rotazione radiofonica Tu non esisti, secondo singolo del disco. Del brano è stato prodotto anche un videoclip.

## Tracce
1. Ma quale felicità – 3:30 (testo: Federica Camba e Daniele Coro – musica: Marco Masini, Federica Camba e Daniele Coro)
2. Nel tempo in cui sono tenuto a restare – 3:13 (Marco Masini, Emiliano Cecere, Zibba e Fabio Campedelli)
3. Spostato di un secondo – 3:36 (Marco Masini, Diego Calvetti e Sergio Vallarino)
4. Tu non esisti – 3:34 (testo: Marco Masini, Diego Calvetti, Antonio Iammarino – musica: Marco Masini e Diego Calvetti)
5. Invece di scriverti una canzone – 3:20 (Marco Masini, Pio Stefanini, Diego Calvetti e Zibba)
6. La massima espressione d'amore – 3:17 (testo: Marco Masini, Federica Camba e Daniele Coro – musica: Federica Camba e Daniele Coro)
7. Guardiamoci negli occhi – 3:00 (Marco Masini, Oscar Angiuli, Emiliano Cecere, Luca Vicini e Antonio Iammarino)
8. All'altro capo di un filo – 3:28 (Marco Masini e Antonio Iammarino)
9. Qualcosa che cercavi altrove – 3:37 (Marco Masini, Valerio Carboni, Francesco Morettini e Antonio Iammarino)
10. La vita comincia – 3:36 (Marco Masini, Antonio Iammarino e Nicola Marotta)
11. Una lettera a chi sarò – 3:26 (Marco Masini e Antonio Iammarino)
12. Signor tenente – 2:56 (Giorgio Faletti)

## Formazione
- Marco Masini – voce, pianoforte, sintetizzatore, organo Hammond
- Daniele Coro – chitarra acustica, chitarra elettrica, basso
- Diego Calvetti – pianoforte, sintetizzatore, organo Hammond
- Stefano Cerisoli – chitarra elettrica
- Cesare Chiodo – basso
- Lapo Consortini – chitarra acustica ed elettrica
- Donald Renda – batteria
- Alessandro Magnalasche – chitarra acustica, chitarra elettrica
- Luca Vicini – basso
- Massimiliano Agati – batteria
- Angela Tomei – violino
- Maria Costanza Cosentino – violino
- Claudia Rizzitelli – violino
- Natalia Kuleshova – violino
- Fanny Ravier – violino
- Isabella Rex – violino
- Luna Michele – viola
- Rita Urbani – viola
- Giulia Nuti – viola
- Antonella Costantino – violoncello
- Riviera Lazeri – violoncello

## Classifiche
| Classifica (2017) | Posizione massima |
| ----------------- | ----------------- |
| Italia            | 6                 |